# Oumayma Ben Hafsia
Oumayma Ben Hafsia (arabe : أميمة بن حفصية), née en 1993, est une actrice tunisienne. Elle est notamment connue pour son rôle de Fatma dans la série humoristique Choufli Hal.

## Biographie
Oumayma Ben Hafsia est la fille de l'actrice tunisienne Naïma El Jeni et de l'acteur tunisien Mongi Ben Hafsia. Elle commence sa carrière d'actrice à l'âge de quatre ans, en jouant dans une publicité. Elle débute à la télévision en 2000 dans la série Mnamet Aroussia.
Après avoir vu quelques photos d'Oumayma Ben Hafsia, le réalisateur Nouri Bouzid la rencontre et décide de lui offrir le rôle de Fedhah dans son long métrage Poupées d'argile.
En 2004, elle joue dans la série L'Instit aux côtés de Jamila Chihi. Par la suite, durant six saisons, elle tient le rôle de Fatma Labiedh, fille de Slimane (Kamel Touati) et Zeineb (Jamila Chihi), dans la série populaire Choufli Hal aux côtés de sa mère Naïma. 
En 2018, Oumayma Ben Hafsia rejoint l'équipe de El Matinale sur Attessia TV comme chroniqueuse. 

## Filmographie

### Cinéma
- 2002 : Poupées d'argile de Nouri Bouzid
- 2004 : Parole d'hommes de Moez Kamoun (ar)
- 2006 : Fleur d'oubli de Salma Baccar
- 2017 : L'Amour des hommes de Mehdi Ben Attia

### Télévision
- 2000 : Mnamet Aroussia de Slaheddine Essid : Sihem
- 2004 : L'Instit (épisode 3 de la saison 9 : Carnet de voyage : la Tunisie) de Gérard Klein : Zahia
- 2005-2009 : Choufli Hal de Slaheddine Essid (inclus le téléfilm) : Fatma Labiedh alias Fattouma
- 2013 : Layem de Khaled Barsaoui : Sonia
- 2014-2015 :
  - Naouret El Hawa de Madih Belaïd : Hayet
  - Bent Omha de Youssef Milad et Mokhless Moalla : Sarra
- 2015 : Le Risque de Nasreddine Shili
- 2016 :
  - El Akaber de Madih Belaïd
  - El Casting d'Omar El Sherif
  - Sohba Ghir Darjine de Hamza Messaoudi
- 2017 : Lemnara d'Atef Ben Hassine
- 2018 : Tej El Hadhra de Sami Fehri : Nejma
- 2020 : Galb El Dhib (ar) de Bassem Hamraoui : Ftima
- 2021 : Millionnaire de Muhammet Gök : la policière
- 2022 : Baraa de Mourad Ben Cheikh et Sami Fehri
- 2023 : Djebel Lahmar de Rabii Tekali : Abla

### Vidéos
- 2014 : spot promotionnel Ma Âadech Bekri pour les inscriptions sur les listes électorales, réalisé par Tunistudio

## Théâtre
- 2016 : Quelle famille ! (Malla Aïla) de Sadok Halwes[2]